# Simion Florea Marian
Simion Florea Marian (Ilișești, 1847-Suceava, 1907) fue un escritor, folclorista, sacerdote y publicista rumano.

## Biografía
Nacido el 1 de septiembre de 1847 en la localidad de Ilișești, en Bucovina, completó sus estudios elementales en Suceava, luego asistió a los cursos de teología en Chernivtsí, los cuales terminó en 1874 y fue ordenado sacerdote. Miembro de la Academia Rumana, fue autor de Poesii populare din Bucovina (1869), Chromatica poporului român (1882), Mânunchiu din manuscrisele lui Gh. Săulescu (1883). Ornitologia poporană română (1883), Câte-va iuscripțiuni şi documente din Bucovina (1885), Descântece poporane române (1886), Nunta la Români (1890), Nascerea la Români (1892), Inmormântarea la Români (1892), Satire poporane române (1893), Vrăji, farmece şi desfaceri (1893), Tradiţii poporane române din Bucovina (1895) y Păsările noastre şi legendele lor. Resplată (1897). Falleció en Suceava el 11 de abriljul./ 24 de abril de 1907greg..